# Dzięgiele Oleckie

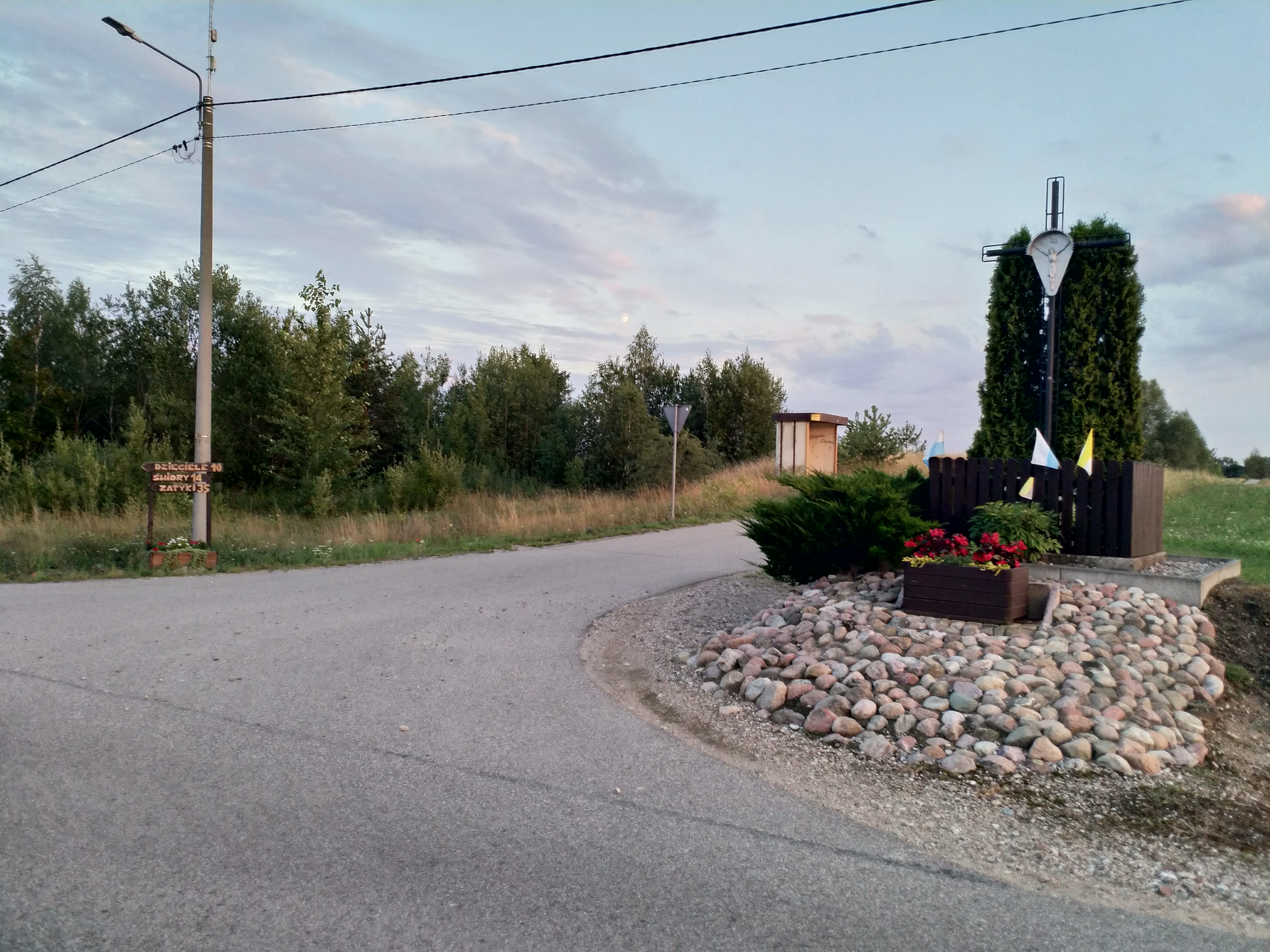
Dzięgiele Oleckie (2024)

Dzięgiele Oleckie (deutsch Dzingellen, 1938–1945 Dingeln) ist ein kleines Dorf in der polnischen Woiwodschaft Ermland-Masuren, das zur Stadt-und-Land-Gemeinde Olecko (Marggrabowa) im Powiat Olecki (Kreis Oletzko) gehört.

## Geographische Lage
Dzięgiele Oleckie liegt im Osten der Woiwodschaft Ermland-Masuren, 13 Kilometer südlich der Kreisstadt Olecko im Süden des Powiat Olecki.

## Geschichte
Im Jahre 1527 wurde das seinerzeit Dzengeln genannte Dorf gegründet. Es entwickelte sich zu einem aus mehreren kleinen Höfen und Gehöften bestehenden Ort. Im Jahr 1874 wurde er in den neu errichteten Amtsbezirk Babken (polnisch: Babki Gąseckie) eingegliedert, der – 1939 in Amtsbezirk Babeck umbenannt – bis 1933 zum Kreis Oletzko, danach bis 1945 zum Landkreis Treuburg im Regierungsbezirk Gumbinnen der preußischen Provinz Ostpreußen gehörte.
Die Zahl der Einwohner Dzingellens belief sich im Jahr 1910 auf 71. Sie stieg bis 1933 auf 108 und betrug 1939 noch 93.
Aufgrund der Bestimmungen des Versailler Vertrags stimmte die Bevölkerung im Abstimmungsgebiet Allenstein, zu dem Dzingellen gehörte, am 11. Juli 1920 über die weitere staatliche Zugehörigkeit zu Ostpreußen (und damit zu Deutschland) oder den Anschluss an Polen ab. In Dzingellen stimmten 62 Einwohner für den Verbleib bei Ostpreußen, auf Polen entfiel keine Stimme.
Aus politisch-ideologischen Gründen zwecks Vermeidung fremdländisch klingender Ortsnamen wurde Dzingellen am 3. Juni 1938 (amtlich bestätigt am 16. Juli 1938) in Dingeln umbenannt. In Kriegsfolge kam das Dorf 1945 mit dem südlichen Ostpreußen zu Polen und erhielt die polnische Namensform Dzięgiele Oleckie.
Heute ist der Ort Sitz eines Schulzenamtes (sołectwo) und eine Ortschaft im Verbund der Stadt-und-Land-Gemeinde Olecko im Powiat Olecki in der Woiwodschaft Ermland-Masuren. Bis 1998 gehörte das Dorf zur Woiwodschaft Suwałki.

## Religionen
Die Bevölkerung Dzingellens war bis 1945 überwiegend evangelischer Konfession. Das Dorf war in das Kirchspiel der Kirche Gonsken (ab 1938 Herzogskirchen, polnisch Gąski) im Kirchenkreis Oletzko (Treuburg) innerhalb der Kirchenprovinz Ostpreußen der Evangelischen Kirche der Altpreußischen Union eingepfarrt. Die wenigen katholischen Kirchenglieder waren zur Pfarrkirche in Marggrabowa (ab 1928 Treuburg, polnisch Olecko) im Bistum Ermland hin orientiert.
Die Mehrheit der Einwohner Dzięgiele Oleckies ist heute katholisch und zur Kirche in Gąski eingepfarrt. Sie gehört zum Dekanat Olecko im Bistum Ełk (Lyck) der Katholischen Kirche in Polen. Die kleine Zahl der evangelischen Kirchenglieder gehört jetzt zur Kirchengemeinde in Ełk, die eine Filialgemeinde der Pfarrei in Pisz (Johannisburg) innerhalb der Diözese Masuren der Evangelisch-Augsburgischen Kirche in Polen ist.

## Verkehr
Dzięgiele Oleckie liegt ein wenig abseits an einer Nebenstraße, die Gąski (Gonsken) an der polnischen Landesstraße DK 65 (einstige deutsche Reichsstraße 132) mit Wólka Kijewska (Kiöwenhorst) und Kijewo (Kiöwen) verbindet. Kijewo war bis 1999 die nächste Bahnstation; es lag an der Bahnstrecke Ełk–Tschernjachowsk, die für Personenverkehr nicht mehr in Betrieb ist.